# Superficie (matemática)

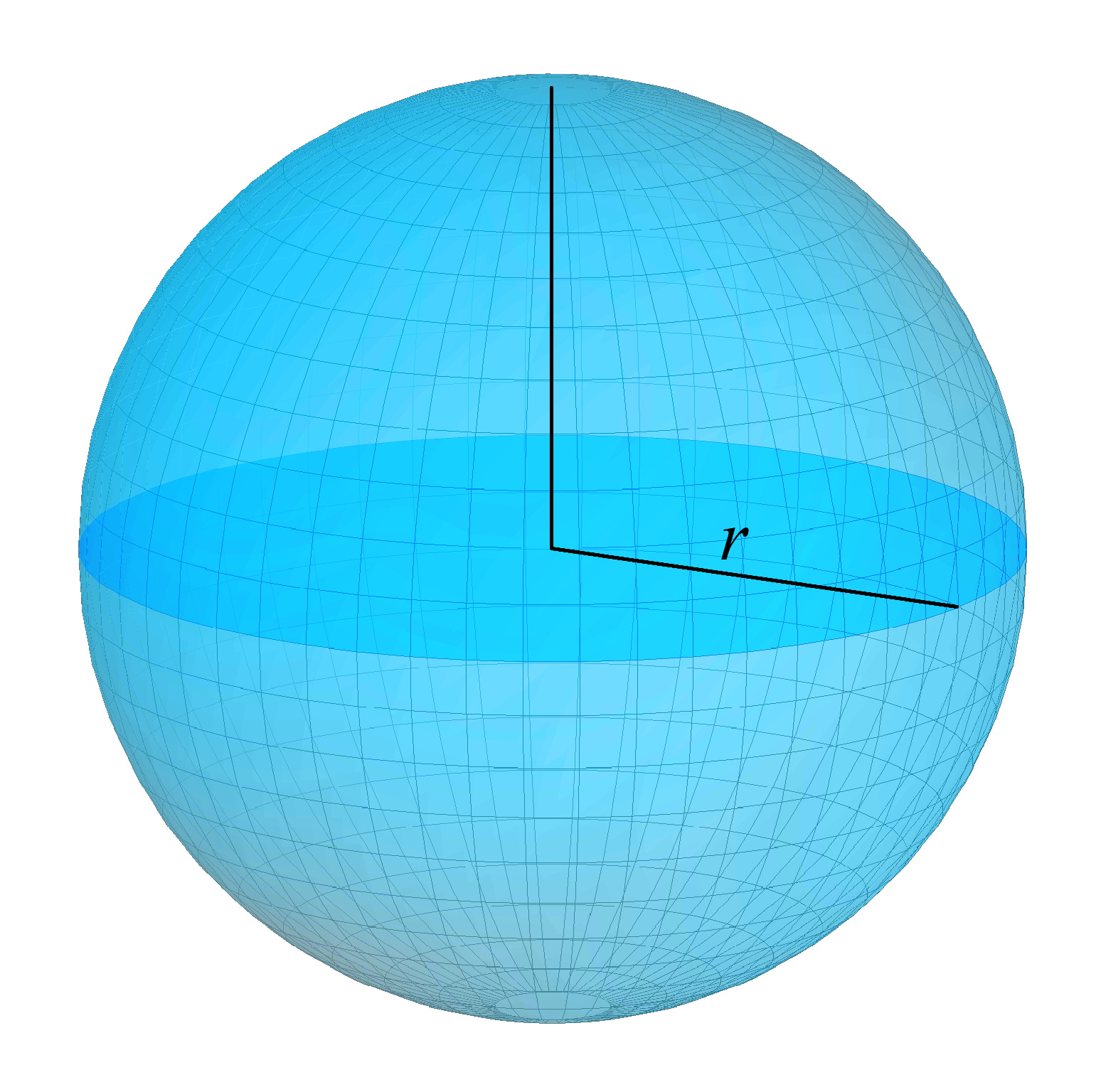
Una esfera es la superficie de una bola sólida, teniendo aquí radio r

En matemáticas, una superficie es un modelo matemático o artístico del concepto común de superficie. Es una generalización de un plano, pero, a diferencia de un plano, puede ser curvo; esto es análogo a una curva que generaliza una línea recta.
Existen varias definiciones más precisas, dependiendo del contexto y de las herramientas matemáticas que se utilicen para su estudio. Las superficies matemáticas más simples son los planos y las esferas en el espacio euclídeo. La definición exacta de una superficie puede depender del contexto. Típicamente, en geometría algebraica, una superficie puede cruzarse a sí misma (y puede tener otros singularidades]]), mientras que, en topología y geometría diferencial, puede no hacerlo.
Una superficie es un espacio topológico de dimensión dos; esto significa que un punto móvil en una superficie puede moverse en dos direcciones (tiene dos grados de libertad). En otras palabras, alrededor de casi todos los puntos hay una carta local coordenada en la que se define un sistema de coordenadas bidimensional. Por ejemplo, la superficie de la Tierra se asemeja (idealmente) a una esfera bidimensional, y la latitud y la longitud proporcionan coordenadas bidimensionales en ella (excepto en los polos y a lo largo del meridiano 180).

## Definiciones
A menudo, una superficie está definida por ecuaciones que se satisfacen con las coordenadas de sus puntos. Es el caso de la gráfica de una función continua de dos variables. El conjunto de los ceros de una función de tres variables es una superficie, que se denomina superficie implícita. Si la función definitoria de tres variables es un polinomio, la superficie es una superficie algebraica. Por ejemplo, la esfera unidad es una superficie algebraica, ya que puede ser definida por la 
{\displaystyle x^{2}+y^{2}+z^{2}-1=0.}
Una superficie también puede definirse como la imagen, en algún espacio de dimensión al menos 3, de una función continua de dos variables (se requieren algunas condiciones adicionales para asegurar que la imagen no es una curva). En este caso, se dice que se tiene una superficie paramétrica, que está parametrizada por estas dos variables, llamadas parámetros. Por ejemplo, la esfera unitaria puede estar parametrizada por los ángulos de Euler, también llamados longitud {\displaystyle u} y latitud {\displaystyle v} por
{\displaystyle {\begin{aligned}x&=\cos(u)\cos(v)\\y&=\sin(u)\cos(v)\\z&=\sin(v)\,.\end{aligned}}}
Las ecuaciones paramétricas de las superficies suelen ser irregulares en algunos puntos. Por ejemplo, todos los puntos de la esfera unitaria, excepto dos, son la imagen, por la parametrización anterior, de exactamente un par de ángulos de Euler (módulo {\displaystyle 2\pi }). Para los dos puntos restantes (el norte y el polo sur), se tiene {\displaystyle 1=\cos v=0}, y la longitud {\displaystyle u} puede tomar cualquier valor. 
Además, hay superficies para las que no puede existir una única parametrización que cubra toda la superficie. Por lo tanto, a menudo se consideran superficies parametrizadas por varias ecuaciones paramétricas, cuyas imágenes cubren la superficie. Esto se formaliza con el concepto de variedad: en el contexto de las variedades, típicamente en topología y geometría diferencial, una superficie es una variedad de dimensión dos; esto significa que una superficie es un espacio topológico tal que cada punto tiene un entorno que es homeomorfo a un subconjunto abierto del plano euclídeo, ver Superficie (topología) y Superficie (geometría diferencial). Esto permite definir superficies en espacios de dimensión superior a tres, e incluso superficies abstractas, que no están contenidas en ningún otro espacio. Por otro lado, esto excluye las superficies que tienen singularidades, como el vértice de una superficie cónica o los puntos donde una superficie se cruza a sí misma.
En geometría clásica, una superficie se define generalmente como un lugar geométrico de un punto o una línea. Por ejemplo, una esfera es el lugar de un punto que está a una distancia determinada de un punto fijo, llamado centro; una superficie cónica es el lugar de una recta que pasa por un punto fijo y cruza una curva; una superficie de revolución es el lugar de una curva que gira alrededor de una recta. Una superficie reglada es el lugar de una línea en movimiento que satisface algunas restricciones; en la terminología moderna, una superficie reglada es una unión de líneas.

## Terminología
En este artículo, varios tipos de superficies se consideran y se comparan. Por lo tanto, es necesaria una terminología sin ambigüedades para distinguirlas. Por ende, llamamos superficies topológicas a las superficies que son "variedades" de 2 dimensiones (las superficies consideradas en superficie (topológica)). Llamamos superficies diferenciables a las superficies que son "variedades diferenciables" (las superficies consideradas en superficie (geometría diferencial)). Toda superficie diferenciable es una superficie topológica, pero lo contrario es errado.

## Ejemplos
- El gráfico de una función continua de 2 variables, definida sobre un subconjunto abierto conectado en R2 es una superficie topología. si la función es diferenciable, el gráfico es una superficie diferenciable.
- Un plano es tanto una superficie algebraica y una superficie diferenciable. También es una superficie reglada y una superficie de Revolución.
- Un cilindro circular(que es, el lugar geométrico de una línea que cruza un círculo y es paralela a una dirección dada) es una superficie algebraica y una superficie diferenciable.
- Un cono circular(lugar geométrico de una línea cruzando un círculo, y pasando por un punto fijo, el ápex, quién está fuera del plano del círculo) es una superficie algebraica que no es una superficie diferenciales. si se elimina el ápex, el resto del cono la unión de los superficies diferenciales.
- La superficie de un poliedro es una superficie topológica, que tampoco es una superficie diferenciable ni tampoco una superficie algebraica.
- Un paraboloide hiperbólico (el gráfico de una función z = xy) es una superficie diferenciable y una superficie algebraica. es también una superficie de la regla, y por esta razón, examen usa en arquitectura.
- Un hiperboloide de dos hojas es una superficie algebraica y la unión de 2 superficies diferenciales no interceptada.

## Superficie paramétrica
Una superficie paramétrica es la imagen de un subconjunto abierto en el plano euclidiano (normalmente R2 ) por una función continua, en un espacio topológico, generalmente un espacio euclidiano de al menos 3 dimensiones. usualmente se supone que la función es una función continua diferenciable, y esto será siempre el caso en este artículo. Específicamente, una superficie paramétrica en R3 está dada por 3 Funciones de 2 variables u y v, llamadas parámetros.
{\displaystyle x=f_{1}(u,v)}
{\displaystyle y=f_{2}(u,v)}
{\displaystyle z=f_{3}(u,v)}.
Como la imagen de tal función puede ser una curva (por ejemplo, si las 3 Funciones son constantes con respecto a v), se requiere una condición adicional, generalmente que, para casi todos los valores de los parámetros, la matriz jacobiana
{\displaystyle {\begin{bmatrix}{\partial f_{1} \over \partial u}&{\partial f_{1} \over \partial v}\\{\partial f_{2} \over \partial u}&{\partial f_{2} \over \partial v}\\{\partial f_{3} \over \partial u}&{\partial f_{3} \over \partial v}\end{bmatrix}}}
tiene rango dos. Aquí” casi todos” significa que los valores de los parámetros donde el rango es 2 contienen un subconjunto abierto denso del rango de la parametrización. para superficies en un espacio de dimensiones más altas, la condición es la misma, excepto por el número de columnas de la matriz jacobiana.

### Plano tangente y vector normal
Un punto p donde la matriz jacobiana anterior tiene rango dos se llama regular, o, más apropiadamente, la parametrización es llamada regular en p.
El plano tangente en un punto Regular p es el único plano que pasa a través de p y tiene una dirección paralela a los dos vectores fila de la matriz jacobiana. el plano tangente es un concepto afín, porque esta definición es independiente de la elección de una métrica. en otras palabras, cualquier transformación afín asigna el plano tangente a la superficie en un punto al plano tangente a la imagen de la superficie en la imagen del punto.
La línea normal de un punto de una superficie es la única línea Que pasa a través del punto y perpendicular al plano tangente; el vector normal es un vector paralelo al normal.
Para otras invariantes diferenciales de superficies, en la cercanía de un punto, ver la geometría diferencial de superficies.

### Punto Regular y punto singular
Un punto de una superficie paramétrica que no es regular es irregular. Esto son varios tipos de puntos irregulares.
Puede ocurrir que un punto regular se haga regular, sí se cambia la parametrización. Este es el caso de los polos en la parametrización de la esfera unitaria por los ángulos Euler: basta con intercambiar el papel de los diferentes ejes de coordenadas para cambiar los polos.
Por otro lado, considere el cono circular de la ecuación paramétrica
{\displaystyle x=tcos(u)}
{\displaystyle y=tsin(u)}
{\displaystyle z=t}.
El vértice del cono es el origen (0,0,0), y se obtiene por t=0. Es un punto irregular que sigue siendo irregular, cualquiera que sea la parametrización escogida (de lo contrario, existiría un único plano tangente). Tal punto irregular, donde el plano tangente es indefinido, es expresado como singular.
Hay otro tipo de puntos singulares. Existen los puntos Auto-cruce, es decir, Qué son los puntos donde la superficie se cruza a sí misma. En otras palabras, estos son los puntos que son obtenidos para (al menos) dos diferentes valores de los parámetros. 

### Gráfico de una función bivariado
Sea {\displaystyle z=f(x,y)} Una función de dos variables reales. Esta es la superficie paramétrica, parametrizada como
{\displaystyle x=t}
{\displaystyle y=u}
{\displaystyle z=f(t,u)}.
Cada punto en esta superficie regular, ya que las dos primeras columnas de la matriz jacobiana forman la matriz identidad de rango dos.

### Superficie racional
Articulo principal: superficie racional
Una superficie racional es una superficie que puede ser parametrizada por Funciones racionales de dos variables. esta es, sí {\displaystyle f_{i}(t,u)} son, por i= 0,1,2,3, polinomios en dos indeterminados, entonces la superficie paramétrica, es definida por
{\displaystyle x={\frac {f_{1}(t,u)}{f_{0}(t,u)}}}
{\displaystyle y={\frac {f_{2}(t,u)}{f_{0}(t,u)}}}
{\displaystyle z={\frac {f_{3}(t,u)}{f_{0}(t,u)}}},
es una superficie racional.
Una superficie racional es una superficie algebraica, pero la mayoría de las superficies algebraicas no son racionales.

## Superficie implícita
Articulo principal: superficie implícita
Una superficie implícita en un espacio euclidiano (o, más generalmente, en un espacio afín ) de 3 dimensiones es el conjunto de los ceros comunes de una función diferenciable de tres variables
{\displaystyle f(x,y,z)=0.}
Implícito significa que la ecuación define implícitamente una de las variables como una función de las otras variables. Esto se hace más exacto por el teorema de la función implícita: si {\displaystyle f(x_{0},y_{0},z_{0})=0,} y la derivada parcial en z de f no es cero en {\displaystyle (x_{0},y_{0},z_{0})}, entonces existe una función diferenciable {\displaystyle \varphi (x,y)} tal que
{\displaystyle f(x,y,\varphi (x,y))=0}
en el entorno de {\displaystyle (x_{0},y_{0},z_{0})}. En otras palabras, la superficie implícita es la gráfica de una función cerca a un punto de la superficie donde la derivada parcial in z es distinta de cero. Una superficie implícita tiene así, localmente, una representación paramétrica, excepto en los puntos de la superficie donde las tres derivadas parciales son cero.

### Puntos regulares y plano tangente
Un punto de la superficie donde al menos una derivada parcial de f es diferente de cero es llamada regular. En tal punto {\displaystyle (x_{0},y_{0},z_{0})}, el plano tangente y la dirección de la normal están bien definidos, y pueden deducirse, con el teorema de la función implícita de la definición anterior, en § plano tangente y vector normal. la dirección de la normal es el gradiente, que es el vector 
{\displaystyle \left[{\partial f \over \partial x}(x_{0},y_{0},z_{0}),{\partial f \over \partial y}(x_{0},y_{0},z_{0}),{\partial f \over \partial z}(x_{0},y_{0},z_{0})\right].}
El plano tangente es definido por esta ecuación implícita
{\displaystyle {\partial f \over \partial x}(x_{0},y_{0},z_{0})(x-x_{0})+{\partial f \over \partial y}(x_{0},y_{0},z_{0})(y-y_{0})+{\partial f \over \partial z}(x_{0},y_{0},z_{0})(z-z_{0})=0}.

### Punto singular
Un punto singular de una superficie implícita (en {\displaystyle \mathbb {R^{3}} }) es un punto de la superficie donde se cumple la ecuación implícita y las tres derivadas parciales de su función definitoria son todas cero. Por tanto, los puntos singulares son las soluciones de un sistema de cuatro ecuaciones en tres indeterminadas. Como la mayoría de estos sistemas no tienen solución, muchas superficies no tienen ningún punto singular. Una superficie sin punto singular se llama regular o no singular .
El estudio de las superficies cerca de sus puntos singulares y la clasificación de los puntos singulares es la teoría de la singularidad. Un punto singular está aislado si no hay otro punto singular en la cercanía de él. De lo contrario, los puntos singulares pueden formar una curva. Este es en particular el caso de las superficies auto cruzadas.

## Superficie Algebraica
Originalmente, una superficie algebraica era una superficie que podía definirse usando una ecuación implícita
{\displaystyle f=f(x,y,z)=0}
Donde f es un polinomio de tres variables con coeficientes reales
El concepto ha sido extendido en varias direcciones, definiendo superficie sobre campos arbitrarios, y considerando las superficies en el espacio de dimensiones arbitrarias o en espacios proyectivos. Superficies algebraicas abstractas, las cuales no están incluidas explícitamente en otro espacio también se consideran.

### Superficies sobre campos arbitrarios
Cualquier polinomio con coeficientes en cualquier campo es aceptado por definir una superficie algebraica. Sin embargo, el campo de coeficientes de un polinomio no está bien definido, como por ejemplo, un polinomio con coeficientes racionales puede ser considerado un polinomio con coeficientes complejos o reales. Por lo tanto, el concepto de punto de una superficie ha sido generalizado de la siguiente manera:
Considerando un polinomio f(x, y, z) dejaremos a k en el campo más pequeño conteniendo los coeficientes, y K puede ser una extensión algebraica cerrada de k, de grado infinito de trascendencia. Entonces un punto de la superficie es un elemento de K3 que es una solución de la ecuación.
{\displaystyle f(x,y,z)=0}
Si el polinomio tiene coeficientes reales, el campo K es el campo complejo, y un punto de la superficie que pertenece a {\displaystyle R^{3}} (un punto usual) es llamado un punto real. Un punto que pertenezca a {\displaystyle k^{3}} es llamado racional sobre k, o simplemente un punto racional si k es el campo de números racionales.

### Superficie proyectiva
Una superficie proyectiva en un espacio proyectivo de tres dimensiones es el conjunto de puntos cuyas coordenadas homogéneas son ceros de un solo polinomio homogéneo en cuatro variables. Mas generalmente, una superficie proyectiva es un subconjunto de un espacio proyectivo, que es una variedad proyectiva de dos dimensiones.
Las superficies proyectivas están fuertemente relacionadas con las superficies afines (es decir, superficies algebraicas ordinarias). Se pasa de una superficie proyectiva a la superficie afín correspondiente asignando a uno alguna coordenada o indeterminada de los polinomios definidores (normalmente el último). Por el contrario, se pasa de una superficie afín a su superficie proyectiva asociada (llamada terminación proyectiva) al homogeneizar el polinomio definitorio (en el caso de superficies en un espacio de dimensión tres), o al homogeneizar todos los polinomios del ideal definitorio (para superficies en un espacio de dimensión superior).

### En espacios de dimensiones superiores
No se puede definir el concepto de una superficie algebraica en un espacio de dimensiónes superiores a tres sin una definición general de una variedad algebraica y de la dimensión de una variedad algebraica . De hecho, una superficie algebraica es una variedad algebraica de dimensión dos.
Más precisamente, una superficie algebraica en un espacio de dimensión n es el conjunto de los ceros comunes de al menos n – 2 polinomios, pero estos polinomios deben satisfacer otras condiciones que pueden no ser inmediatas de verificar. En primer lugar, los polinomios no deben definir una variedad o un conjunto algebraico de mayor dimensión, que suele ser el caso si uno de los polinomios está en el ideal generado por los demás. Generalmente, n – 2 polinomios definen un conjunto algebraico de dimensión dos o superior. Si la dimensión es dos, el conjunto algebraico puede tener varias componentes irreducibles. Si solo hay un componente el n – 2 los polinomios definen una superficie, que es una intersección completa . Si hay varios componentes, entonces se necesitan más polinomios para seleccionar un componente específico.
La mayoría de los autores consideran como superficie algebraica sólo las variedades algebraicas de dimensión dos, pero algunos también consideran como superficies todos los conjuntos algebraicos cuyas componentes irreducibles tienen la dimensión dos.
En el caso de superficies en un espacio de dimensión tres, toda superficie es una intersección completa, y una superficie está definida por un solo polinomio, que es irreducible o no, según se consideren como superficies conjuntos algebraicos no irreducibles de dimensión dos o no.

## Superficie Topológica
Cuando hablamos de superficie en topología es la generalización definida con base en una variedad de dos dimensiones. Dichas dimensiones son las que aborda la topología y de manera enfatizada los espacios topológicos, en otras palabras, una superficie topológica es un espacio topológico. Se puede ver de una manera en la que dados ciertos puntos en un conjunto se dice que son un homeomorfismo a un subconjunto abierto en un plano euclidiano. Toda la superficie topológica es homeomorfo a la superficie de un poliedro puesto que todas las fases que se presentan son triángulos. El estudio combinatorio de manera general busca la geometría de un simplex en varias dimensiones; (un simplex es una indicación de un de un triángulo o tetraedro a dimensiones arbitrarias). Este estudio permite la caracterización de ciertas propiedades que tienen las superficies ya sea en términos infinitivos de manera algebraica.